# Neutronenkrieg und Halloween
Neutronenkrieg und Halloween (englisch Treehouse of Horror VIII) ist die 4. Folge der 9. Staffel der Fernsehserie Die Simpsons.

## Inhalt

### Neutronenkrieg und Halloween
Springfields Bürgermeister sagt, die Franzosen seien aufgeblasene Frösche. Die Beziehungen zwischen Frankreich und Springfield sind angespannt und es besteht die Gefahr eines Krieges. Weil Homer nur einen schäbigen Karton als Bunker bezeichnet, fordert ihn seine Familie auf, einen echten Bunker zu kaufen. Homer testet einen Bunker, während Frankreich ganz Springfield mit einer Neutronenbombe auslöscht. Als Homer nur noch Skelette sieht, denkt er, er sei der einzig Überlebende der Stadt. Doch kurz darauf muss er feststellen, dass Teile der ehemaligen Bevölkerung sich in Mutanten verwandelt haben, welche es auf ihn abgesehen haben. Er flüchtet sich zu seinem Haus, wo er herausfindet, dass seine Familie den Angriff unbeschadet überstanden hat, da das Haus mehrlagig mit giftigen Bleifarben gestrichen wurde. Abschließend erschießen die Simpsons alle Mutanten.

### Fliege gegen Fliege
Auf einem Flohmarkt des Professors Frink ersteigern die Simpsons einen Materietransporter. Bart stellt sich vor, er würde, wenn er mit einer gefangenen Fliege in den Materietransporter steigen würde, zu einer Art Superheld werden. Doch es kommt anders, denn die Fliege bekommt den Körper Barts, behält jedoch den Kopf, während Bart den Körper der Fliege erhält, aber seinen Kopf behält. Mit Hilfe seiner Schwester Lisa kann er jedoch das Fliegenmonster besiegen.

### Die flotte Hexenbraterei
Der alte Kapitän erzählt die angebliche Entstehungsgeschichte von Halloween. Verschiedene Figuren zur Zeit der Hexenverfolgung werden als Figuren aus den Simpsons ersetzt. Marge findet, dass die Hexenverfolgung zu weit geht. Sie wird von den Leuten beschuldigt, eine Hexe zu sein, was sich später als wahr herausstellt. Die enttarnte Marge fliegt mit dem Besen zu ihren beiden Hexenschwestern Patty und Selma. Die drei wollen für ihre Suppen Menschenkinder hinzufügen. Als sie am Haus der Flanders ankommen, wollen sie ihre Kinder fressen. Doch die Flanders schlagen ihnen vor Lebkuchenkinder zu nehmen. Die drei Hexen sind begeistert und wollen ab sofort nur noch Süßigkeiten verlangen.

## Hintergrund
Die erste Episode Neutronenkrieg und Halloween (engl. The HΩmega Man) wurde von Mike Scully geschrieben. Darin wird der Endzeit-Thriller Der Omega-Mann von 1971 parodiert. Die zweite Episode Fliege gegen Fliege (engl. Fly vs. Fly) wurde von David X. Cohen geschrieben. Darin wird der Film Die Fliege von 1958 und dessen Remake von 1986 parodiert. Die dritte Episode Die flotte Hexenbraterei (engl. Easy-Bake Coven) wurde von Ned Goldreyer geschrieben. Darin wird der Film Hexenjagd von 1996 parodiert. Die gesamte Folge gewann 1998 den Golden Reel Award für den besten Tonschnitt.